# Zoya
Zoya (em russo:  Зоя) é um filme biográfico de guerra soviético de 1944 dirigido por Lev Arnshtam. E também inscrito no Festival de Cinema de Cannes de 1946.

## Enredo
O filme conta a história real da curta vida da estudante moscovita Zoya Kosmodemyanskaya que no começo da  Grande Guerra Patriótica se tornou guerrilheira e membro da resistência á ocupação nazista, eventualmente executada pelos Alemães em novembro de 1941 no vilarejo Petrishcheva perto de Moscou. Ela foi postumamente premiada com o titulo de Heroína da União Soviética.

## Elenco
- Galina Vodyanitskaya como Zoya Kosmodemyanskaya
- Tamara Altseva como professora de Zoya
- Aleksey Batalov
- Anatoli Kuznetsov como Boris Fomin
- Rostislav Plyatt como Soldado Alemão
- Boris Podgornij como oficial alemão
- Vera Popova
- Boris Poslavsky como coruja
- Nikolai Ryzhov como o pai de Zoya
- Yekaterina Skvortsova como Zoya quando criança (como Katya Skvortsova)
- Kseniya Tarasova como a mãe de Zoya
- Yekaterina Tarasova como Katya Tarasova
- Vladimir Volchek como Secretário do Komsomol